# Didier Pittet
Pour les articles homonymes, voir Pittet.
Didier Pittet, né le 20 mars 1957 à Genève, est un médecin infectiologue et épidémiologiste suisse. Il est spécialiste de l'hygiène des mains et du contrôle des infections. En 1995, il a découvert que la friction hydroalcoolique est plus efficace que le lavage des mains à l'eau et au savon pour lutter contre les maladies nosocomiales. Il est connu pour avoir popularisé l'usage du gel hydroalcoolique, dont il n'est toutefois pas l'inventeur,.

## Biographie
Fils d’un père électricien et d’une mère au foyer, une famille catholique investie dans la paroisse de Lancy, l’adolescent s’implique dans le scoutisme, l’animation de colonies de vacances et songe à devenir prêtre. Il suit des études au Collège Calvin et à l'université de Genève. Il obtient un master en épidémiologie et santé publique à l'université de l'Iowa. Il devient ensuite responsable du service « prévention et contrôle de l'infection » aux Hôpitaux universitaires de Genève.
Il est responsable à l'Organisation Mondiale de la Santé du programme « Un soin propre est un soin plus sûr ».
Le 25 juin 2020, le président français Emmanuel Macron l'a nommé président de la Mission indépendante nationale sur l'évaluation de la gestion de la crise du Covid et sur l'anticipation des risques pandémiques. Au sein de cette commission composée d'autres personnalités indépendantes, il a mené un audit général de la gouvernance de la crise au niveau français dont il a rendu un rapport d'étape et dont le rapport final sera prochainement remis aux autorités françaises.
Au titre de son expertise et de ses fonctions, il est régulièrement intervenu dans les médias durant la pandémie de Covid-19 en Suisse et en France. Dans un entretien publié le 5 mars 2021, il déclare que le vaccin d'AstraZeneca-Oxford contre la Covid-19 (que la firme AstraZeneca retirera du marché en mai 2024) est un excellent vaccin.

### Création du gel hydroalcoolique
En 1975, William Griffiths, à l'hôpital de Fribourg en Suisse, formule une solution hydro-alcoolique (SHA) à base d'isopropanol et de chlorexidine En 1979, cette formule est introduite dans les hôpitaux universitaires de Genève,.
En 1995, Didier Pittet cède à l'OMS cette découverte et empêche ainsi sa privatisation,,. Cette solution est utilisée par le personnel soignant dans les hôpitaux afin de limiter les infections nosocomiales.
Son employeur qualifie avec humour Didier Pittet de « médecin le plus cher au monde, par manque à gagner ». Le don du brevet priverait les Hôpitaux universitaires de Genève de bénéfices du brevet, que certains prétendent, de façon fantaisiste, évaluer à 1,7 milliard de francs [suisses]. 
Didier Pittet est décoré par la reine d’Angleterre « pour services rendus à la couronne » en 2007.

#### Autres attributions de la paternité
Dans les années 1960, un jeune interne en cardiologie de l'hôpital de Hambourg, Peter Kalmár, constate que la solution au formaldéhyde dans laquelle les internes trempent leurs mains entre deux visites de malades contient des bactéries. Le lavage des mains à l'alcool par les chirurgiens ne maintient pas la stérilité sur toute la durée des opérations. De nombreux malades meurent d'infections post-opératoires. Il entre alors en contact avec Rolf Steinhagen, un chimiste de la société Dr. Bode & Co (de) spécialisée en produits désinfectants. Il cherche à créer un produit qu'on puisse appliquer directement sur les mains avec un distributeur, à action désinfectante rapide en quelques minutes et dont l'effet bactéricide agisse en profondeur et perdure sans abîmer pour autant la peau des mains. Après une série d'essais et une autorisation de mise sur le marché, en juin 1965, la première solution hydro-alcoolique est commercialisée à Hambourg sous le nom de Sterillium,. Ce produit figure encore actuellement dans la liste des désinfectants agréés par l'Institut Robert-Koch.
Walter Koller et Manfred Rotter publient dans les années 1970 des travaux mesurant l'efficacité antimicrobienne remarquable des SHA,.
Selon un article de Vanity Fair paru en 2020, le premier désinfectant en gel aurait été introduit en 1988 par la firme américaine Gojo Industries (en), qui a finalement commercialisé le produit auprès des consommateurs sous le nom de Purell (en).

## Distinctions
- Docteur honoris causa de l'Université Catholique de Louvain, Louvain-La-Neuve, Belgique, le 9 février 2021.
- Commandeur de l'ordre de l'Empire britannique (2007)[21]. Contrairement à ce qu'énonce souvent la presse[22],[23], ainsi que l'intéressé lui-même[24], cette distinction ne constitue pas un anoblissement, nécessitant au moins le rang de chevalier, supérieur à celui de commandeur.
- Prix « Hsu-Li Distinguished Lectureship in Epidemiology » de l'université de l'Iowa (2009)[25].
- Chevalier de la Légion d'honneur (2022)[26].

## Publications
- Didier Pittet et Thierry Crouzet, Vaincre les épidémies : de la prise de conscience aux gestes qui sauvent, Éditions Hugo et Compagnie, 2020, 256 p. (ISBN 9782755685787).
- Bellissimo-Rodrigues F, Pires D, Zingg W, Pittet D. Role of parents in the promotion of hand hygiene in the paediatric setting: a systematic literature review. J Hosp Infect. 2016 Jun;93(2):159-63 (PMID 26996091)
- Rotter M, Sattar S, Dharan S, Allegranzi B, Mathai E, Pittet D. Methods to evaluate the microbicidal activities of hand-rub and hand-wash agents. J Hosp Infect. 2009 Nov;73(3):191-9. (PMID 19729223)
- Lotfinejad N, Peters A, Tartari E, Fankhauser-Rodriguez C, Pires D, Pittet D. Hand hygiene in health care: 20 years of ongoing advances and perspectives. Lancet Infect Dis. 2021 Aug;21(8):e209-e221. (PMID 34331890)
- Allegranzi B, Tartari E, Pittet D. "Seconds save lives - clean your hands": the 5 May 2021 World Health Organization SAVE LIVES: Clean Your Hands campaign. Am J Infect Control. 2021 May;49(5):533-535. (PMID 33896581)
- Lotfinejad N, Peters A, Pittet D. Hand hygiene and the novel coronavirus pandemic: the role of healthcare workers. J Hosp Infect. 2020 Aug;105(4):776-777.(PMID 3220133)
- Harnoss JC, Dancer SJ, Kaden CF, Baguhl R, Kohlmann T, Papke R, Zygmunt M, Assadian O, Suchomel M, Pittet D, Kramer A. Hand antisepsis without decreasing efficacy by shortening the rub-in time of alcohol-based handrubs to 15 seconds. J Hosp Infect. 2020 Apr;104(4):419-424. (PMID 31513881)

### Filmographie
- Clean hands : la main qui soigne, la main qui tue, de Aftermedia, 2222 Productions, Stéphane Santini PCM (prod.) et de Géraldine André et Stéphane Santini (réal.), 2017, documentaire, 60 minutes